# Retrato de Jan de Leeuw

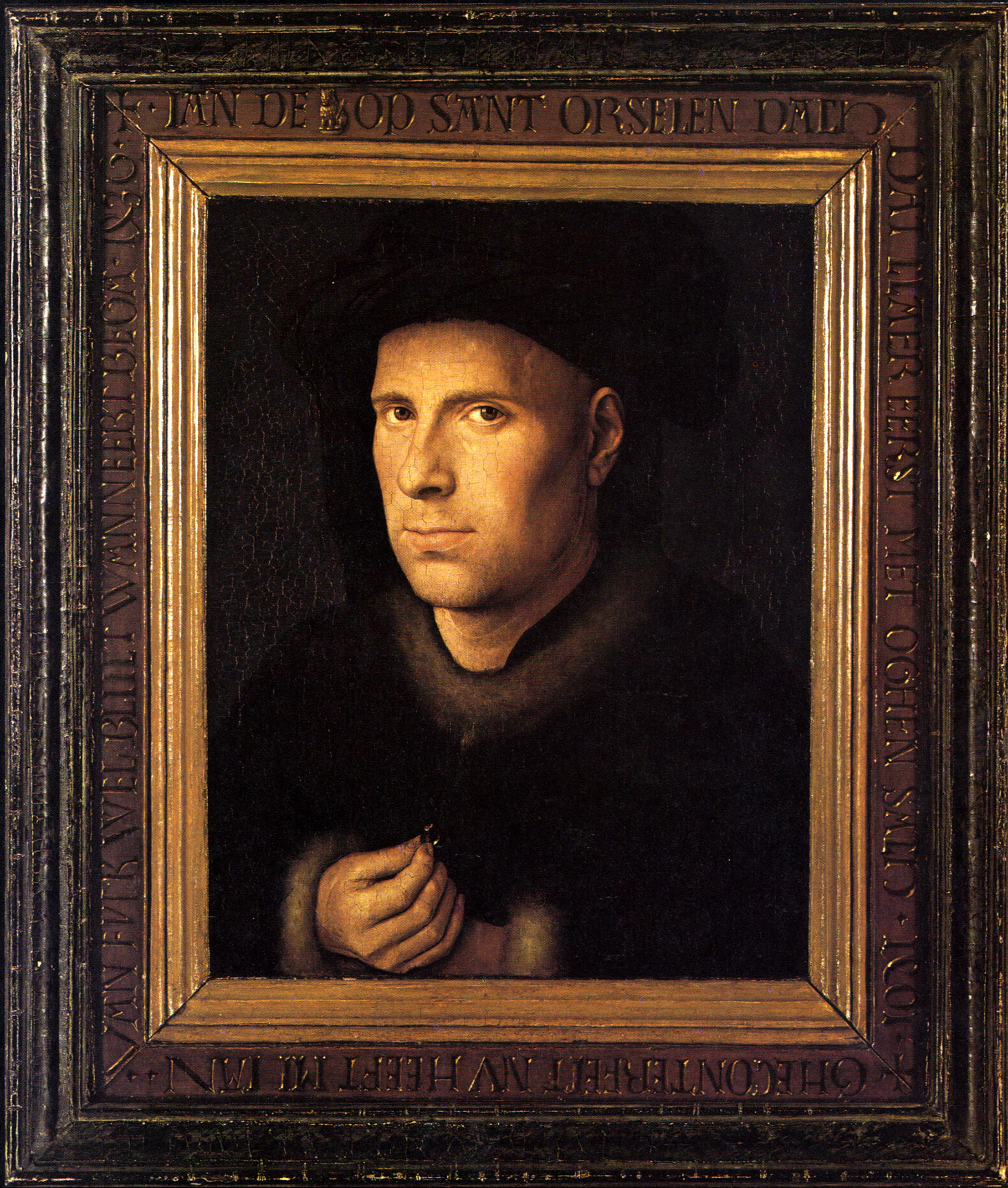
Retrato de Jan de Leeuw, 24.5 x 19cm, 1436. Kunsthistorisches Museum, Viena

Retrato de Jan de Leeuw es un pequeño óleo sobre tabla pintado en 1436 por el maestro primitivo flamenco Jan van Eyck, ahora en el Kunsthistorisches Museum, en Viena. De Leeuw era un reconocido orfebre que vivía en Brujas; la mayoría de historiadores del arte aceptan que, dada la familiaridad del retrato y que ambos trabajaban para la misma corte y clientes, él y van Eyck se conocían y estaban en buenos términos. El trabajo se mantiene en su marco original, el cual está pintado para aparentar bronce.
Como el autorretrato de Londres, la pintura está dominada por el negro y el marrón oscuro, con toques rojos. De Leeuw  aparece como un hombre joven serio con una mirada bastante intensa. Viste un chaperón negro y un traje negro con ribetes de piel en cuello y puños. Gira para mirar al espectador mientras sujeta un anillo de oro con una joya roja, símbolo de su profesión, a pesar de que algunos han sugerido que pueda indicar un compromiso de matrimonio reciente, o incluso, dado su mirada directa, que el pintado estaría mirando a su pretendida y destinataria de la obra.
Formal y tonalmente, se parece mucho al supuesto autorretrato en la Galería Nacional, en Londres. En ambos trabajos, la cabeza es demasiado grande en relación con el torso, aunque esta es una característica común en los retratos eyckianos. La tabla de Viena sigue en su marco original, siendo también muy similar al de Londres, al de la tabla central del Tríptico de Dresde, y de numerosos trabajos de su taller; probablemente todos fueron creados por el mismo artesano. El marco está pintado para parecer bronce.

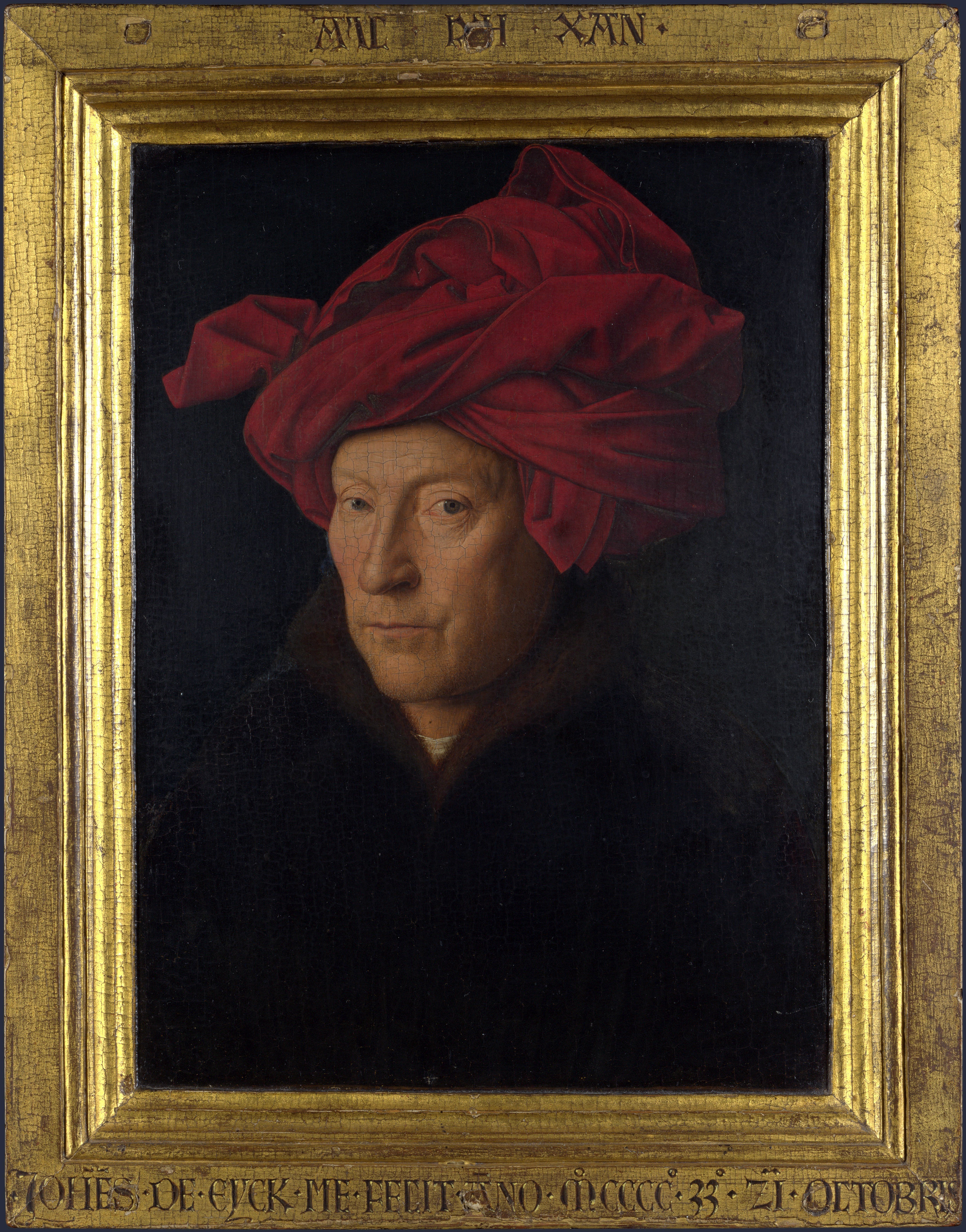
Retrato de un hombre, 1433. Nótese la semejanza de los ojos, giro de cabeza y boca.

Los bordes de la tabla contienen un marco ficticio, el cual está fuertemente inscrito por todos los lados. Las letras están pintadas en negro, y escritas en la lengua vernácula flamenca. Los números se presentan en cifras arábigas, no romanas. Las letras se dirigen directamente al espectador, que lee: IAN DE {LEEUW} OP SANT ORSELEN DACH / DAT CLAER EERST MET OGHEN SACH, 1401 / GHECONTERFEIT NV HEEFT MI IAN / VAN EYCK WEL BLIICT WANNEERT BEGA(N) 1436 (Jan De [Leeuw], quien abrió sus ojos por primera vez en la fiesta de Santa Úrsula [21 octubre], 1401. Ahora Jan van Eyck me ha pintado, Puedes ver cuando lo empezó. 1436). La palabra "Leeuw" se sustituye por un pictograma en forma de león dorado, un juego de palabras con su apellido - "Leeuw" significa león en holandés - usando también ese leoncillo grabado como firma el orfebre en sus obras. Partes de las letras están grabadas en el borde del marco fingido, otras se alzan en relieve.
La inscripción parece contener tres cronogramas, "un tipo de rompecabezas de palabras sofisticado popular entre los humanistas e intelectuales de los siglos XV y XVI", donde los años en el texto están representados por la suma de los valores de los números romanos. Según Bauman pueden ser encontrados su año de conclusión, el año de nacimiento del retratado y su edad, aunque tanto Max Friedländer como Erwin Panofsky solo aceptan los dos primeros.
El historiador del arte Holger Borchert, abordando el aspecto franco y directo de la inscripción, observó que el cuadro "parece estar hablando: el retrato se dirige al espectador en primera persona del singular. El diálogo con el espectador iniciado por la mirada desafiante del retratado es continuado en la "dirección" hablada en el marco". Este sentimiento es repetido por Guy Bauman del Museo Metropolitano de Arte de Nueva York, quien escribió en 1986 que, "van Eyck parece, como Dios, no solo haber dotado de vista al retratado y haber contribuido a su renacimiento, sino también, recordando el comentario de Fazio, haberle dado voz al retrato".